# Championnat du monde FIM JuniorGP
 (juin 2025).
Le Championnat du monde FIM JuniorGP aussi connu sous le nom de Championnat du monde FIM CEV Moto3 Junior, est un championnat junior de moto organisé par Dorna Sports sous la législation de la FIM. Le championnat utilise des Moto3 ainsi que le même règlement, servant ainsi de catégorie de support. Cette classe est réservée aux moteurs monocylindres de 250 cm3 à quatre temps, d'un alésage maximal de 81 millimètres (3,2 pouces).  Le poid minumum d'une moto est de 148 kg ( 326lbs).

## Histoire
Le championnat fut organisé à l'origine sous le nom de Championnat d'Espagne de vitesse Moto3 en 2012.Pour la saison 2014, le championnat passe sous règlementation de la FIM et change de nom pour devenir un championnat européen sous le nom de "FIM CEV Moto3 Junior".
Le championnat est le principal apport en pilote pour la Moto3, ainsi que le championnat d'Europe FIM Moto2.
La saison 2018 est marqué par la mort d'Andreas Pérez lors de la seconde course sur le circuit de Catalogne.
Le championnat a changé de nom en 2022 et s'appelle désormais JuniorGP, abandonnant ainsi le lien historique avec le CEV. 

## Caractéristiques de la moto
L'European Talent Cup utilise le système One Make Bike afin que tous les coureurs utilisent la même moto.
| Données techniques                  | Données techniques                                    | Données techniques                                    |
| ----------------------------------- | ----------------------------------------------------- | ----------------------------------------------------- |
| Dimension                           | longueur 1 809 mm x largeur 560 mm x hauteur 1 307 mm | longueur 1 809 mm x largeur 560 mm x hauteur 1 307 mm |
| Empattement                         | 1,219 mm                                              | 1,219 mm                                              |
| Garde au sol                        | 107 mm                                                | 107 mm                                                |
| Hauteur du siège                    | 729 mm                                                | 729 mm                                                |
| Capacité d'écence                   | 11 litres                                             | 11 litres                                             |
| Type de cadrant                     | Aluminum,deux tubes                                   | Aluminum,deux tubes                                   |
| Moteur                              | Moteur 4 temps refroidi par liquide                   | Moteur 4 temps refroidi par liquide                   |
| Lubrifiant                          | Carter semi sec, à pression forcée et humide          | Carter semi sec, à pression forcée et humide          |
| Transmission                        | 6 vitesses                                            | 6 vitesses                                            |
| Type d'embrayage                    | Multidisque humide                                    | Multidisque humide                                    |
| Système d'alimentation en carburant | PGM-FI                                                | PGM-FI                                                |
| Suspension                          | Avant                                                 | Arrière                                               |
| Suspension                          | Télescopique de type inversé                          | Swinger, Pro-link                                     |
| Freins                              | Avant                                                 | Arrière                                               |
| Freins                              | Disque unique de 296 mm, avec étrier à 4 pistons      | Disque unique de 186 mm, avec étrier à piston unique  |
| Taille des pneus                    | Avant                                                 | Arrière                                               |
| Taille des pneus                    | 90/580 R17                                            | 120/600 R17                                           |

## Sponsors
- Repsol
- HRC
- Dell'Orto
- Red Bull
- Dunlop
- Alpinestars
- Prosecco Doc
- Hawkers
- Bridgestone[6]

## Champions

### Championnat pilote
| Saison | Équipe                             | Pilote              | Points |
| ------ | ---------------------------------- | ------------------- | ------ |
| 2012   | Junior Team Catalunya Caixa Repsol | Álex Márquez        | 103    |
| 2013   | Wild Wolf Racing                   | Fabio Quartararo    | 115    |
| 2014   | Junior Team Estrella Galicia 0,0   | Fabio Quartararo    | 265    |
| 2015   | Junior Team VR46 Riders Academy    | Nicolò Bulega       | 189    |
| 2016   | Laglisse Academy                   | Lorenzo Dalla Porta | 214    |
| 2017   | Junior Team VR46 Riders Academy    | Dennis Foggia       | 221    |
| 2018   | Ángel Nieto Team                   | Raúl Fernández      | 209    |
| 2019   | Laglisse Academy                   | Jeremy Alcoba       | 212    |
| 2020   | Openbank Aspar Team                | Izan Guevara        | 196    |
| 2021   | Aspar Junior Team                  | Daniel Holgado      | 208    |
| 2022   | Team Estrella Galicia 0,0          | José Antonio Rueda  | 238    |
| 2023   | Team Estrella Galicia 0,0          | Ángel Piqueras      | 220    |
| 2024   | STV Laglisse Racing                | Álvaro Carpe        | 157    |
| 2025   |                                    |                     |        |

### Ecuries
| Saison | Ecurie    | Points |
| ------ | --------- | ------ |
| 2014   | Honda     | 275    |
| 2015   | Honda     | 262    |
| 2016   | Husqvarna | 237    |
| 2017   | KTM       | 270    |
| 2018   | Honda     | 281    |
| 2019   | Honda     | 229    |
| 2020   | KTM       | 260    |
| 2021   | KTM       | 245    |
| 2022   | Honda     |        |
| 2023   | Honda     | 251    |
| 2024   | KTM       | 255    |
| 2025   |           |        |